# Esporte Clube Campo Grande
Esporte Clube Campo Grande é um clube brasileiro de futebol da cidade de Campo Grande, no estado de Mato Grosso do Sul.

## História
Fundado em 14 de fevereiro de 1993, suas cores são azul e branco. Disputou seu primeiro campeonato profissional em 2001, o Campeonato Sul-Mato-Grossense - Série B. O clube nunca esteve na primeira divisão.

## Estádio
O Esporte Clube Campo Grande manda seus jogos no Estádio Jacques da Luz, apelidado de Moreninhas. O estádio tem capacidade máxima para 4.500 pessoas.